# Al-Husayn ibn Ahmad
Al-Husayn ibn Ahmad (Arabo ﺍلحسين بن أحمد بن عبد اللّه بن محمد بن إسماعيل, al-Ḥusayn ibn Aḥmad b. ʿAbd Allāh b. Muḥammad b. Ismāʿīl), soprannominato al-Zakī (Arabo ﺍﻟﺰكيّ, il Puro), o al-Zakī ʿAbd Allāh, "Il Puro servo di Allah", chiamato altresì al-Ḥusayn al-Raḍī (Arabo ﺍﻟﺮﻀﻲ, "Colui di cui Allah è soddisfatto"), o anche al-Raḍī ʿAbd Allāh, "Colui di cui Allah è soddisfatto, servo di Allāh" (825 – 881) è stato il decimo Imam ismailita.
Nacque nell'825 e succedette al padre Muḥammad al-Taqī nell'840. Morì di malattia nell'881.